# Vellozia hypoxoides
Vellozia hypoxoides är en enhjärtbladig växtart som beskrevs av Lyman Bradford Smith. Vellozia hypoxoides ingår i släktet Vellozia och familjen Velloziaceae. Inga underarter finns listade.